# Vol Air Algérie 6289
Le crash du vol Air Algérie 6289 implique un Boeing 737-200, assurant un vol intérieur régulier entre Tamanrasset et Alger, en Algérie, avec une escale prévue à Ghardaïa, qui s'est écrasé le 6 mars 2003 près de la route transsaharienne, à 15 h 15 locale (14 h 15 GMT), peu après son décollage de l'aéroport de Tamanrasset - Aguenar - Hadj Bey Akhamok.
Au total, parmi les 103 personnes présentes à bords, 96 des 97 passagers et les six membres d'équipage ont péri. Avec un bilan de 102 victimes, c'est la deuxième catastrophe aérienne la plus meurtrière que le pays ait connue depuis son indépendance.
L'enquête a conclu qu'une erreur de l'équipage a provoqué cet accident, à la suite d'une panne moteur survenue peu après le décollage. Le commandant de bord a notamment pris le contrôle de l'avion sans avoir identifié correctement de quelle situation d'urgence il s'agissait. Les pilotes n'ayant pas pu comprendre la cause exacte de l'urgence, aucune mesure corrective appropriée n'a été prise. La vitesse a ensuite chuté de manière drastique et l'avion s'est finalement écrasé au sol.

## Contexte

### Avion

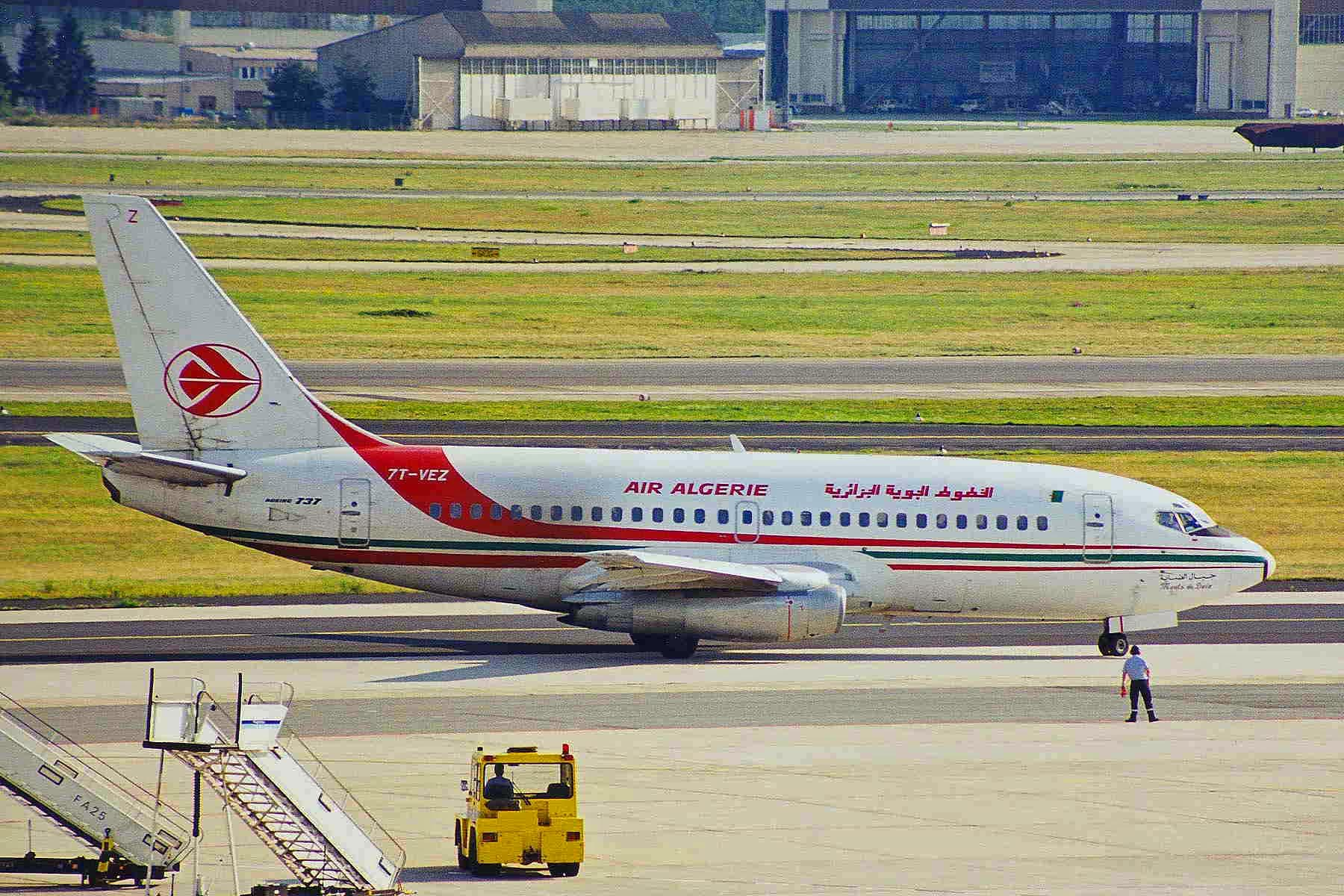
L'appareil impliqué dans l'accident, dans une livrée précédente, ici à l'aéroport de Francfort-sur-le-Main en août 1999.

Il s’agissait d’un Boeing 737-2T4, version allongée du 737-100. Lancés en 1965, ces appareils entrent en service en 1968. Le dernier 737-200 fut livré le 8 août 1988 à Xiamen Airlines. L’appareil incriminé, immatriculé 7T-VEZ, a été livré à Air Algérie le 8 décembre 1983 et totalise 40000 heures de vol au moment de l'accident.

### Moteurs
L’avion était équipé de deux moteurs Pratt & Whitney JT8D-17A. Le moteur JT8D avait réalisé son premier vol en 1964 pour les avions de type Boeing 737-100. 11 800 unités furent produites. Plusieurs variantes de ce moteur furent ensuite développées, dont le JT8D-17A qui équipe des Boeing 727-200 et 737-200, ainsi que des McDonnell Douglas YC-15. Par le petit nombre de pièces le composant et par sa facilité d’accès, les moteurs de la gamme JT8D sont réputés faciles à entretenir.

### Passagers et équipage
Le vol 6289 transportait 97 passagers, la plupart étant de nationalité algérienne. Les autorités ont indiqué que parmi les 97 passagers, 39 ont débarqué à Alger et 58 autres se dirigeaient vers Ghardaïa. Initialement, 7 ressortissants français étaient supposés se trouver à bord du vol. Ce nombre a ensuite été revu à 6. Parmi les passagers figuraient 14 membres de l'équipe de football du Mouloudia d'Adriane, qui se rendaient à Ghardaïa pour la qualification régionale du Championnat d'Algérie de football.
En raison d'une erreur commise sur leurs cartes d'embarquement, trois passagers, un Français, un Tunisien et un Algérien, se sont retrouvés dans un autre avion qui allait en direction de Djanet. Du fait de cette erreur, pendant près de vingt-quatre heures, les trois hommes ont figuré dans la liste des 102 personnes ayant trouvé la mort dans le crash du Boeing.
Le commandant de bord, Boualem Benaouicha (quarante -huit ans), a été sollicité à la dernière minute pour effectuer le vol fatidique du 6 mars. Il comptabilisait 10 760 heures de vol au total, dont 1 087 heures sur Boeing 737-200 en tant que commandant de bord. Il était également l'un des pilotes attitrés de la présidence et devait transporter le président Abdelaziz Bouteflika le 8 mars 2003. La copilote était Fatima Yousfi (quarante -quatre ans), alors première femme pilote de ligne en Algérie. Elle comptabilisait 5 219 heures de vol au total, dont 1 292 heures sur 737-200.

## Accident
Le vol 6289 était un vol régulier décollant de Tamanrasset, la capitale de la wilaya de Tamanrasset, à destination de la capitale algérienne, Alger, avec une escale à Ghardaïa. 
Le vol était populaire auprès des Algériens comme des touristes, car Tamanrasset est connue pour ses sites archéologiques et est la capitale du peuple touareg. De plus, les tarifs étaient décrits comme assez bon marché. Le vol transportait quatre-vingts dix-sept passagers et six membres d'équipage, avec la copilote Yousfi comme pilote en fonction (PF). La température au sol était élevée et la visibilité était bonne.
Vers 15 h 01 CET, l'équipage a demandé l'autorisation de repoussage et le contrôle aérien (ATC) a autorisé l'équipage à rouler vers la piste 02 de l'aéroport de Tamanrasset - Aguenar - Hadj Bey Akhamok. Lorsque l'équipage a signalé qu'il était prêt à décoller, l'ATC lui a demandé de s'aligner et l'a ensuite autorisé à décoller vers Ghardaïa. L'équipage a choisi une vitesse V1 (vitesse maximale d’interruption du décollage) de 144 nœuds (267 km/h), une vitesse VR (vitesse de rotation) de 146 nœuds (270 km/h) et une vitesse V2 (vitesse de sécurité au décollage) de 150 nœuds (280 km/h) avec une poussée maximale au décollage.
Le vol 6289 a décollé à 15 h 13 CET. Quelques secondes plus tard, à l’instant où les roues du train d'atterrissage quittent le sol, une énorme explosion est entendue du côté gauche, au niveau d'un des moteurs. L'explosion a été suffisamment forte pour être entendue par les employés de la tour de contrôle de l'aéroport et d'autres témoins présents dans le secteur. Des débris ont été également vus tomber sur la piste. Peu après, l'avion s'est rapidement incliné vers la gauche ; plus tard, il a viré vers la droite alors que l'équipage essayait de corriger son cap. Quelques secondes plus tard, la copilote Yousfi a signalé : « Nous avons un petit problème ».
L'avion a continué à monter avec son train d'atterrissage toujours sorti, atteignant une altitude maximale d'environ 400 pieds (120 m) avant que sa vitesse ne chute de manière significative de 160 nœuds (300 km/h) jusqu'à sa vitesse de décrochage. Il a alors rapidement perdu de l'altitude pour s'écraser au sol à 15 h 15 CET, avec une forte assiette à cabrer, en heurtant le sol par son côté droit et prenant immédiatement feu. L'épave du 737 a glissé sur le sol en heurtant la clôture du périmètre de l'aéroport, avant de traverser une route et de finalement s'immobiliser en flammes.
La violence de l'impact et l'incendie qui a suivi l'accident ont tué sur le coup cent-deux personnes à bord de l'avion. Les occupants du poste de pilotage, dont le commandant de bord, la copilote et le chef de cabine, ont tous été tués à l'impact. Les autres passagers et membres d'équipage ont été tués à la suite de l'explosion massive provoquée par l'embrasement du kérosène. Le seul survivant du crash est un soldat algérien de vingt-huit ans, Youcef Djillali. Il était assis dans la dernière rangée de sièges en cabine, avec sa ceinture de sécurité détachée (comme indiqué dans sa déclaration) et a été éjecté de l'avion lors de l'impact, échappant ainsi à l'explosion et à l'incendie. L'homme a été retrouvé inconscient, avec de multiples blessures. Il a repris connaissance le lendemain. Les médecins ont déclaré que ses blessures n'étaient pas assez graves pour mettre sa vie en danger.

## Enquête
Le Premier ministre algérien, Ali Benflis, a mis en place une commission d'enquête immédiatement après l'accident. Placée sous la tutelle du ministère algérien des Transports, la commission était dirigée par M. Affane, directeur général du ministère algérien des Transports. L'appui technique du Bureau d'enquêtes et d'analyses pour la sécurité de l'aviation civile français (BEA) a été sollicité. En outre, la commission d'enquête a été assistée par des représentants du Conseil national de la sécurité des transports (NTSB), de la Federal Aviation Administration (FAA) et de Pratt & Whitney Canada. Au total, sept réunions ont été organisées pour analyser les résultats et l'avancement de l'enquête.

### Panne moteur
Plusieurs témoins au sol ont affirmé qu'un grand bruit sourd avait été entendu immédiatement après le décollage du 737. Un premier examen de la piste a révélé plus tard la présence de débris provenant de l'un des moteurs de l'avion. Lors de l'examen de l'épave, les enquêteurs ont découvert que, pendant le vol, le moteur gauche tournait à faible régime, ne délivrant aucune poussée.
Après un examen plus approfondi, l'analyse des moteurs a permis de conclure qu'une panne de moteur s'estt effectivement produite peu après le décollage, à la suite de la rupture de plusieurs aubes directrices de la tuyère du moteur gauche, causant la surchauffe et la destruction de la partie basse pression du moteur. Cela a provoqué la chute massive de la vitesse de rotation du moteur.
L'analyse métallurgique des aubes de la partie haute pression a révélé qu'il y avait des fissures de fatigue dans l'une des pales, indiquant qu'elle s'était cassée pendant le décollage.
La panne était contenue à l'intérieur du moteur lui-même. Le capot moteur n'a pas explosé vers l'extérieur, ce qui aurait pu indiquer une panne moteur non contenue. Dans le cas d'une panne moteur non contenue, les dommages résultants auraient causé une traînée importante, ce qui aurait compliqué le maitrise de l'avion et finalement provoqué la diminution de sa vitesse.
Comme la panne de moteur du vol 6289 était effectivement contenue, le contrôle de l'appareil n'était pas compromis. L'équipage était en mesure d'effectuer un atterrissage d'urgence avec un seul moteur en état de marche.

### Analyse des données de vol
Les enregistreurs de vol ont été récupérés le jour même de l'accident. L'enregistreur phonique (CVR) présentait peu de signes de dommages, tandis que l'enregistreur de paramètres (FDR) a été exposé au feu. 
Les cartes mémoire des deux enregistreurs étaient en bon état, ce qui a permis leur lecture directe. Le 13 mars, la lecture a été effectuée par le BEA. En raison de l'ancienneté du FDR, seuls six paramètres ont été enregistrés : l'heure, l'altitude-pression, la vitesse, le cap magnétique, l'accélération verticale et la communication VHF.
Selon les enregistreurs, pendant la préparation du vol, la copilote Yousfi a effectué la liste de vérifications avant le décollage, car le commandant de bord Benaouicha était en retard. Il est finalement arrivé alors que la copilote s’apprêtait à donner le briefing avant vol aux membres de l’équipage. Pendant le roulage, les enquêteurs ont pu entendre le commandant de bord entamer une conversation avec le chef de cabine, qui se trouvait également dans le poste de pilotage, au lieu de prêter attention aux opérations de vol. Il n’y a eu aucune discussion préventive portant sur une anomalie éventuelle qui aurait pu se produire en vol, conformément à la procédure approuvée par Air Algérie.
Alors que l'avion atteignait sa vitesse VR, le commandant Benaouicha ordonna la rotation, c'est-à-dire de soulever la roue avant, en relevant le nez de l'avion pendant le décollage. La copilote Yousfi demanda alors la rentrée du train d'atterrissage. Une seconde plus tard, un bruit sourd se fit entendre, indiquant le début de la panne du moteur gauche. Surprise, la copilote s'exclama immédiatement à plusieurs reprises, puis demanda plus tard « Que se passe-t-il ? ». Le commandant de bord reprit immédiatement les commandes et demanda à Yousfi de les lâcher. Elle déclara qu'elle avait lâché prise et proposa plus tard de rentrer le train, ce à quoi le commandant de bord ne répondit pas.
L'avion a alors grimpé jusqu'à une altitude maximale de 398 pieds (121 m), avec une vitesse de 134 nœuds (248 km/h). L'altitude et la vitesse ont ensuite chuté et le vibreur de manche s'est activé pendant une seconde, avertissant l'équipage d'un décrochage imminent. La vitesse a continué à baisser et l'avion est finalement entré dans un décrochage.
Le commandant de bord, toujours pas convaincu[Quoi ?], a demandé à plusieurs reprises à sa copilote de lâcher le manche ; elle a insisté en répondant qu'elle l'avait déjà lâché. Ce conflit continue jusqu'à la fin de l'enregistrement du CVR. À 335 pieds (102 m), les deux enregistrements se sont brusquement arrêtés. La dernière voix enregistrée était l'alarme de l'avertisseur de proximité du sol (GPWS) de l'avion. La vitesse était alors de 126 nœuds (233 km/h) et le train d'atterrissage était toujours sorti.

### Erreurs humaines
Les enquêteurs ont déclaré que la survenance d'une panne de moteur pendant une phase critique du vol (par exemple, pendant la rotation de l'avion) donnait à l'équipage un temps limité pour évaluer la situation.
La masse au décollage du 737 à ce moment-là était proche de sa masse maximale autorisée au décollage, ce qui a entraîné une réduction de la capacité de l'avion à prendre de l'altitude. L'emplacement de l'aéroport, qui se situe à une altitude de 1 300 pieds (396 m), et les conditions météorologiques typique du désert, ont entraîné une diminution de la densité de l'air. La réduction de la densité de l'air en altitude a également entraîné une réduction de la puissance des moteurs. Ainsi, l'avion aurait eu besoin d'une vitesse plus élevée pour décoller de la piste 02.
La gestion de cette situation d'urgence par l'équipage était un élément crucial pour que l'avion puisse revenir en toute sécurité. Si l'équipage avait immédiatement pris les mesures appropriées pour y faire face, l'avion ne se serait pas écrasé au sol.
Les premiers signes d'erreurs de l'équipage sont apparus avant même le début du vol. Avant le décollage, la copilote était sur le point de donner aux membres de l'équipage un briefing pré-vol lorsqu'elle fut soudainement interrompue par le commandant de bord, qui a immédiatement entamé une discussion avec le chef de cabine. Le briefing pré-vol est crucial, car c'est le moment exact où l'équipage est informé du rôle de chaque membre d'équipage et des procédures appropriées que chacun doit suivre au cas où il serait confronté à une anomalie pendant le décollage. L'interruption du briefing a démontré que l'équipage n'a pas insisté sur l'importance de la sécurité du vol en ce qui concerne les anomalies possibles qui pourraient survenir pendant une phase critique du vol.
Le commandant a continué à parler au chef de cabine même pendant le roulage de l'avion. Il s'agit d'une violation de la règle du cockpit stérile, qui interdit à l'équipage de s'engager dans des conversations non essentielles pendant les phases critiques du vol. Durant toute la conversation, pas un seul dialogue n'a concerné une éventuelle anomalie au décollage.
Lors de la rotation de l'avion, après la panne du moteur gauche, le commandant de bord, sans hésitation, a immédiatement ordonné le changement de pilote, passant de pilote non en fonction (PNF) à pilote en fonction (PF). Son rôle précédent consistait à surveiller les instruments de l'avion, afin que l'équipage puisse comprendre la cause exacte de l'urgence. Comme il n'était plus PNF, sa tâche de surveillance des instruments a été immédiatement transférée au copilote, qui était aux commandes pendant tout le temps précédant le changement de rôles. Cette décision de changer de rôle en tant que PF n'était pas claire, car les deux membres de l'équipage n'avaient pas accepté d'échanger leurs rôles en cas d'urgence en vol. La décision non concertée du commandant de bord a plongé le copilote dans la confusion.
Comme ses tâches de contrôle ont été immédiatement transférées au copilote, le commandant de bord n'a pas compris la situation. Alors qu'il prenait les commandes, il a demandé à plusieurs reprises à la copilote de lâcher le manche. L'enregistrement du CVR indiquait qu'elle n'était pas sûre de son rôle. Lors de l'activation de l'avertisseur de décrochage, les mains du copilote étaient toujours agrippées au manche. Ce changement soudain a également provoqué l'augmentation soudaine du stress chez le commandant de bord. Débordé, il s'est concentré uniquement sur le tangage de l'avion. Il a maintenu un angle d'attaque excessif pendant toute la durée de l'urgence. Cette décision a probablement été influencée par le terrain rocheux autour de l'aéroport, qui rendait impossible l'atterrissage d'urgence en toute sécurité.
Au moment de la panne du moteur gauche, le train d'atterrissage était toujours sorti. Or, en cas de panne moteur au décollage, l'équipage doit immédiatement le rentrer, car il entraîne des difficultés aérodynamiques pour l'avion, provoquant ainsi une baisse progressive de la vitesse. Il incombait au PF de rentrer le train d'atterrissage. Juste une seconde avant la panne moteur, la copilote Yousfi était le PF et elle a demandé au commandant de bord de rentrer le train d'atterrissage. Comme le commandant de bord a immédiatement changé de rôle, il lui revenait de demander la rentrée du train. Pendant toute la séquence du vol, la copilote a proposé de rentrer le train d'atterrissage. Comme le commandant était préoccupé par l'assiette de l'avion, il n'a pas entendu la proposition du copilote. Le train est alors resté sorti et le 737 est resté avec un cabrage élevé et le train sorti, diminuant ainsi sa capacité de voler et provoquant finalement son accident.

### Rapport final
Le rapport final révèle que l’accident du vol 6289 est la conséquence de :
- la perte d’un moteur lors du décollage,
- la sortie persistante du train d'atterrissage après la panne,
- la prise des commandes par le commandant de bord, avant l'identification complète de la panne.

Les facteurs suivants ayant probablement contribué au crash sont :
- la préparation bâclée du vol, l'équipage n'étant pas préparé à faire face à la situation qui s'est produite à un moment critique du vol,
- la coïncidence entre le moment de la panne et la demande de rentrée du train d'atterrissage,
- la rapidité de la panne de moteur après le décollage, qui a laissé peu de temps à l'équipage pour analyser la situation,
- le maintien d'un taux de montée inapproprié, compte tenu de la panne d'un moteur,
- l'absence de tout travail d'équipe après la panne moteur, qui a conduit à l'incapacité de l'équipage à détecter et à corriger des paramètres liés au déroulement du vol (vitesse, taux de montée, configuration de l'avion),
- la masse de l'appareil au décollage, qui était proche de la masse maximale autorisée pour le décollage depuis un aéroport en haute altitude, aggravée par la température élevée au sol,
- l'environnement rocheux autour de l'aéroport, inapproprié pour l'exécution d'un atterrissage d'urgence.

À la suite de l'accident, les enquêteurs ont demandé à Air Algérie de veiller à ce que leur formation en gestion des ressources de l'équipage (CRM) sensibilise plus efficacement les équipages au strict respect des procédures concernant la passation de pouvoir dans le cockpit et le partage des tâches appropriées pendant les différentes phases de vol. D'autres recommandations ont également été adressées au gouvernement algérien.